# Luciobarbus
Genre
Luciobarbus est un genre de poissons téléostéens de la famille des Cyprinidae et de l'ordre des Cypriniformes.
Ce genre est quelque peu contesté dans la famille des cyprinidés. Ses membres se rencontrent dans les eaux douces et saumâtres de l'Europe méridionale, la plus large partie du Proche-Orient à la mer d'Aral et la mer Caspienne et rivières associées. Plusieurs espèces du genre sont menacées et se retrouvent sur la liste rouge de l'UICN.
La plupart des espèces sont des poissons de taille petite à moyenne mais le genre comprend également des membres dépassant le mètre de longueur et le plus grand, le « Mangar » (Luciobarbus esocinus), peut atteindre 2,30 m.

## Systématique
L'espèce type du genre Luciobarbus est le « Mangar » (Luciobarbus esocinus), pour lequel le genre a été créé par Johann Jacob Heckel en 1843. Le nom scientifique de l'espèce type signifie essentiellement et similairement a Esox lucius « le brochet » ressemblant également au nom commun du « brochet-barbeau », une traduction plus littérale pourrait être « brochet-loup-barbeau ».
Comme pour beaucoup d'autres cyprinidés, les espèces de ce genre ont été parfois classées dans le genre Barbus. Il semble être un parent très proche avec notamment des barbillons typiques - qui comprennent que les espèces de type « barbeau commun » (Barbus barbus) - et peut ainsi justifier leur inclusion dans Barbus. De nombreux auteurs modernes préfèrent le considérer comme un sous-genre. La validité est donc pas tout à fait claire sur le regroupement des espèces placées dans le genre Luciobarbus. L'UICN plaide pour une circonscription plutôt inclusive. Le standing de la taxonomie et la systématique de cet ensemble est mal défini, et leur plus proche parent vivant est probablement et vraisemblablement Aulopyge huegelii.

## Liste des espèces
Selon FishBase (20 novembre 2016):

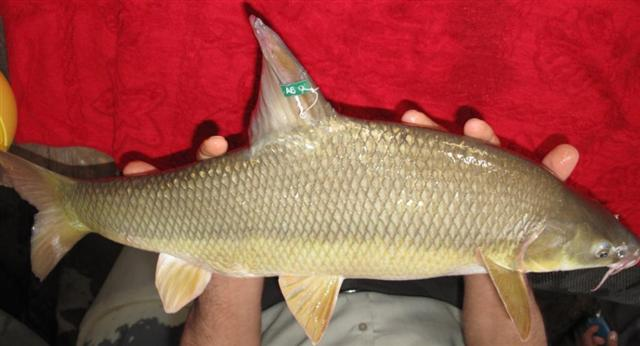
Luciobarbus pectoralis.

- Luciobarbus bocagei (Steindachner, 1864)
- Luciobarbus brachycephalus (Kessler, 1872)
- Luciobarbus capito (Güldenstädt, 1773)
- Luciobarbus caspius (Berg, 1914)
- Luciobarbus comizo (Steindachner, 1864)
- Luciobarbus escherichii (Steindachner, 1897)
- Luciobarbus esocinus Heckel, 1843
- Luciobarbus graecus (Steindachner, 1895)
- Luciobarbus graellsii (Steindachner, 1866)
- Luciobarbus guercifensis Doadrio, Casal-López & Yahyaoui, 2016
- Luciobarbus guiraonis (Steindachner, 1866)
- Luciobarbus kersin (Heckel, 1843)
- Luciobarbus kosswigi (Karaman, 1971)
- Luciobarbus kottelati Turan, Ekmekçi, Ilhan & Engin, 2008
- Luciobarbus lydianus (Boulenger, 1896)
- Luciobarbus microcephalus (Almaça, 1967)
- Luciobarbus mursa (Güldenstädt, 1773)
- Luciobarbus mystaceus (Pallas, 1814)
- Luciobarbus nasus (Günther, 1874)
- Luciobarbus pectoralis (Heckel, 1843)
- Luciobarbus sclateri (Günther, 1868)
- Luciobarbus steindachneri (Almaça, 1967)
- Luciobarbus subquincunciatus (Günther, 1868)
- Luciobarbus xanthopterus Heckel, 1843
- Luciobarbus zayanensis Doadrio, Casal-López & Yahyaoui, 2016

En 2017, deux nouvelles espèces ont été décrites (Zootaxa) :
- Luciobarbus chelifensis Brahimi, Freyhof, Henrard & Libois
- Luciobarbus mascarensis Brahimi, Freyhof, Henrard & Libois

## Galerie

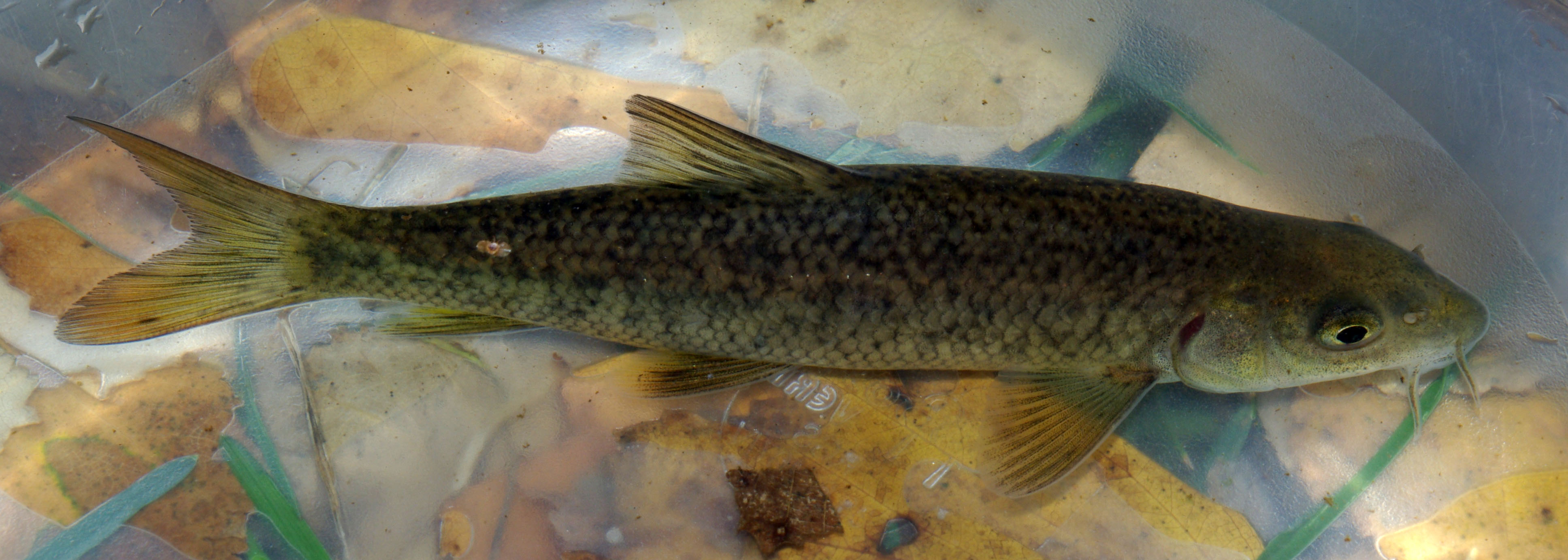
Luciobarbus bocagei.
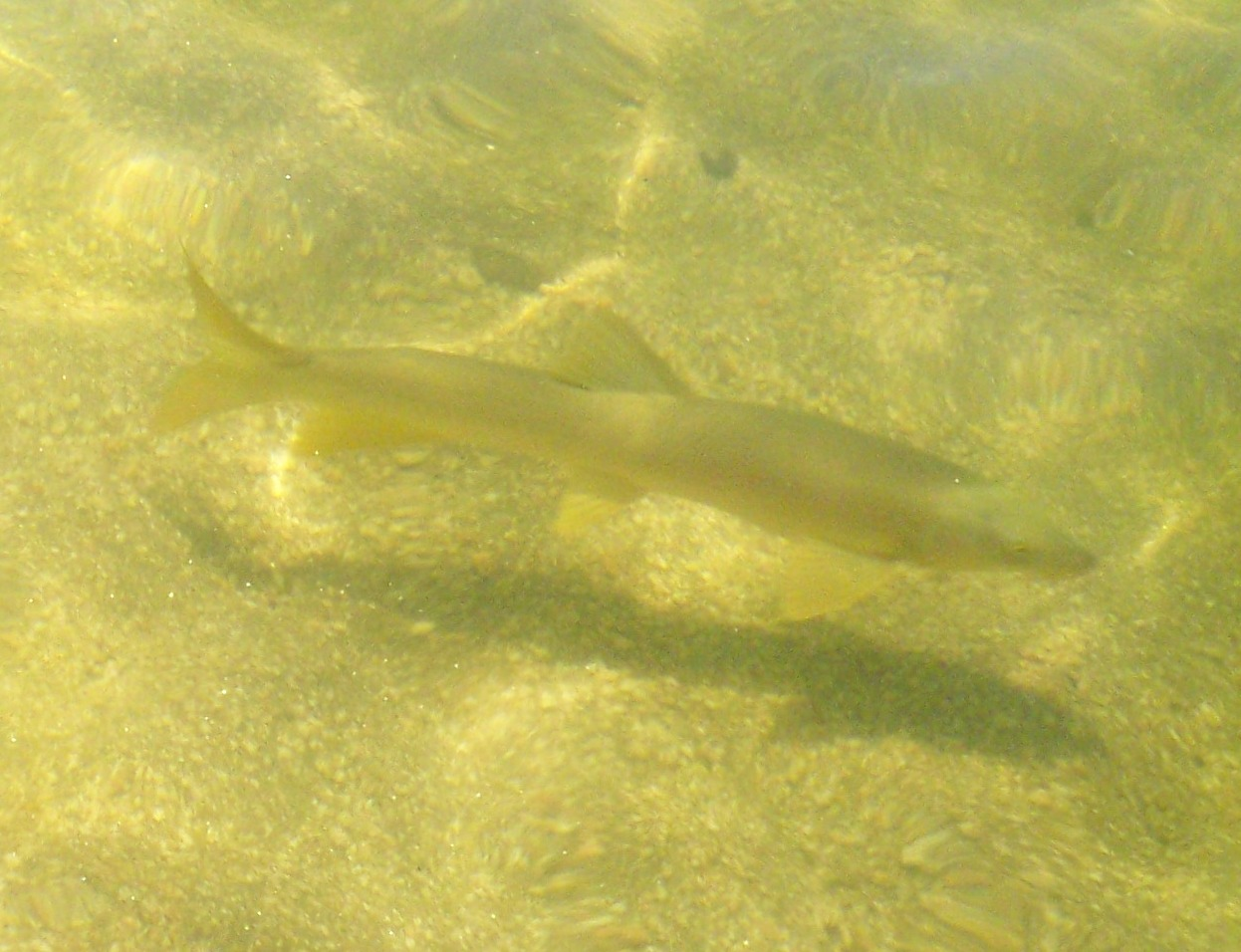
Luciobarbus comizo.
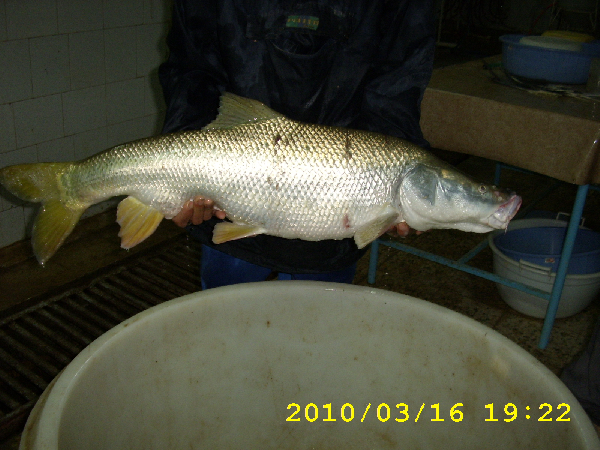
Luciobarbus esocinus.
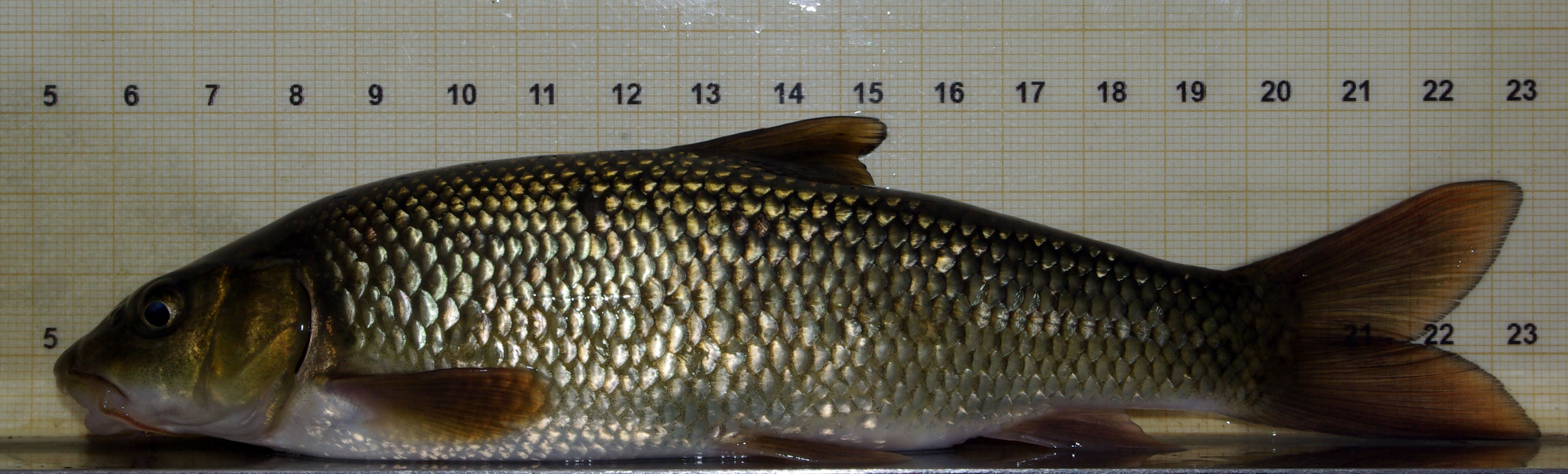
Luciobarbus graellsii.

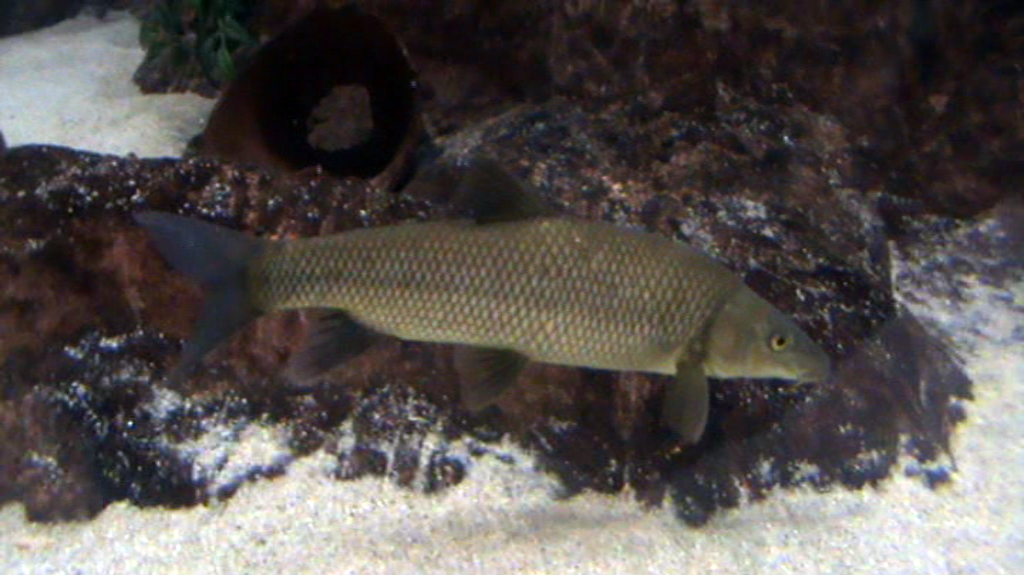
Luciobarbus microcephalus.
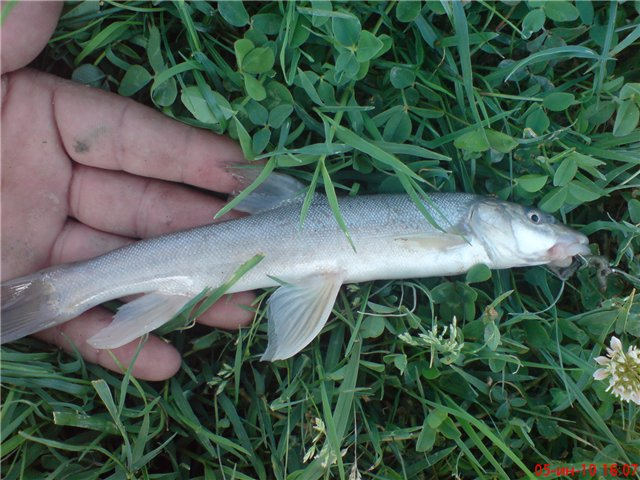
Luciobarbus mursa.
Luciobarbus sclateri.
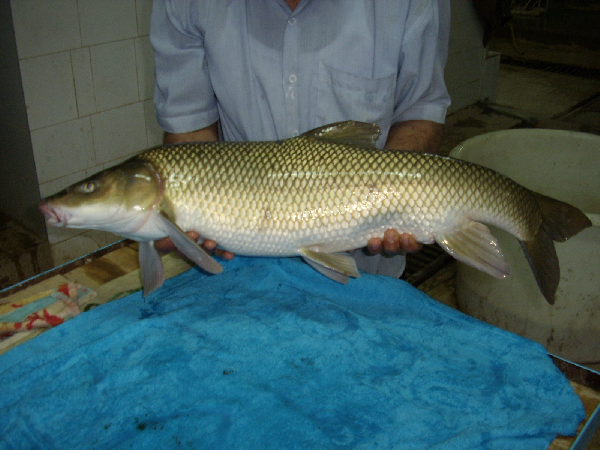
Luciobarbus xanthopterus.